# ヨゼフ・スデック
- ヨゼフ・スデク
- ヨセフ・スデク

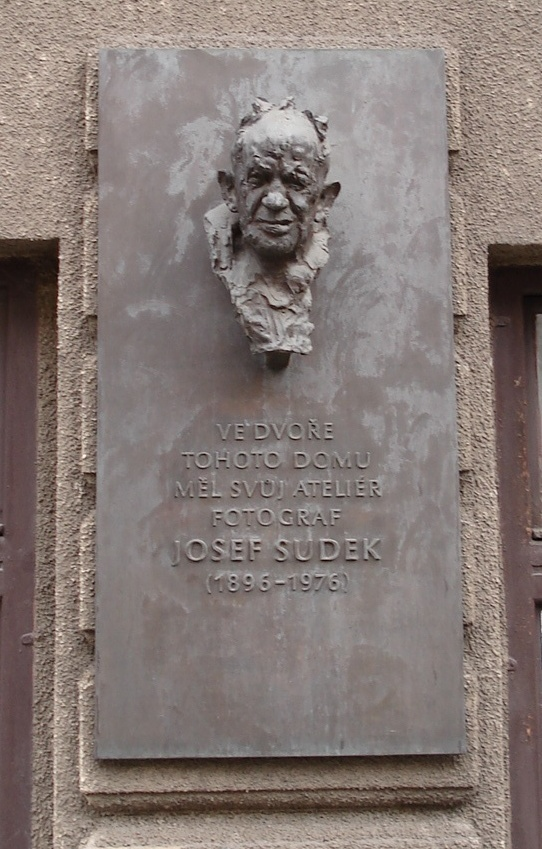
ヨゼフ・スデックの銘板、プラハ

ヨゼフ・スデック（Josef Sudek, 1896年3月17日-1976年9月15日）は、戦間期を主として活躍し、「プラハの詩人」と呼ばれたチェコ出身の写真家である。
第一次世界大戦へ出兵中に右腕を負傷し、のち失うこととなる。1920年代に写真家として活動をはじめる。スデックは「モダニスト」と形容されることがあるが、それは1930年代の数年間に商業写真を撮影していたころであり、彼の写真はチェコのイラスト誌、Pestrý týdenに掲載されていた。
その作品は、広告写真を写真家としての活動の皮切りとしているも、プラハの町を撮影対象とした、風景写真、都市写真がほとんどを占める。作品傾向としては、ストレートフォトグラフィとピクトリアリスムの双方を含み、作品により使い分けがなされている。特に「光」のとらえ方において特徴があり、「光と影の作家」といった言い方もなされる。また、一部の作品ではシュルレアリスム的な傾向もうかがえる。
代表作としては、第二次世界大戦下、ナチにより撮影活動が制限されたことを受けて、主として自身のアトリエの窓からの眺めを撮影した作品をまとめた、「スタジオ（アトリエ）の窓辺より」というシリーズがある（1940年代）。
東欧の社会主義体制崩壊に伴い、その評価が高まり、20世紀の著名な写真家の一人として数えられるまでになっている。

## 書籍
- 『プラハの光　ヨゼフ・スデク写真集』／ヨゼフ・スデク＋ズデニエク・キルシュネル（Zdenek Kirschner）／高嶺エヴァ＋海都洋子・翻訳／JICC出版局（宝島社）／ISBN 4796606904／1993年
- 阿部賢一『複数形のプラハ』人文書院／ISBN 4409510665/2012年
「第6章　光と闇の交錯――ヨゼフ・スデクの『聖ヴィート』」